# أيمن صودة
أيمن صودة (بالفرنسية: Aymen Souda)‏ (28 فبراير 1993 بنيس في فرنسا - ) هو لاعب كرة قدم فرنسي في مركز الهجوم.

## روابط خارجية
- أيمن صودة على موقع قاعدة بيانات كرة القدم.إي يو (الإنجليزية)
- أيمن صودة على موقع Soccerway.com (الإنجليزية)